# Era Sekstusa Juliusza Afrykańskiego
Era Sekstusa Juliusza Afrykańskiego – system liczenia lat opracowany przez Sekstusa Juliusza Afrykańskiego. Początkiem ery był 25 marca 5503 roku przed Chrystusem.
Około 221 roku Sekstus Juliusz Afrykański podjął próbę opracowania rachuby lat odwołującej się do wydarzenia wspólnego dla całej ludzkości, jakim było opisane w Biblii stworzenie świata. Próby określenia daty stworzenia świata w oparciu o Biblię podejmowali już wcześniej zhellenizowani Żydzi, którzy starli się udowodnić, że ich rodowód jest bardziej starożytny od greckiego i rzymskiego. W I wieku po Chr. Józef Flawiusz w Contra Apionem dowodził, że żydowskie źródła historyczne obejmują okres około 5000 lat i zawierają mniej sprzeczności niż źródła greckie. Według stanu współczesnej wiedzy pierwszym autorem chrześcijańskim, który obliczył datę stworzenia świata był Teofil z Antiochii (koniec II wieku). Przy swoich obliczeniach posłużył się Septuagintą, która w kwestiach chronologii różni się znacznie od Biblii hebrajskiej, i wyliczył, że świat został stworzony około 5515 p.n.e. Ryzyko błędu ustalił na maksimum 200 lat. Połączył też chronologię biblijną z grecką i rzymską, ustalając na podstawie Drugiej Księgi Kronik (36, 21-22), że koniec niewoli babilońskiej i początek panowania króla perskiego Cyrusa miał miejsce w tym samym 4954 roku od stworzenia świata.
W swoich obliczeniach Sekstus wyszedł z założeń teologicznych. Przyjął mianowicie, że skoro Bóg stwarzał świat w ciągu sześciu dni, to świat stworzony będzie istniał również sześć dni, a że zgodnie z Psalmem 90 tysiąc lat w oczach Bożych jest jak jeden dzień, oznacza to, że przestanie istnieć w roku 6000. Z Septuaginty wynikało, że do Narodzenia Chrystusa świat istniał już od około 5500 lat. Sekstus i tu znalazł uzasadnienie teologiczne. Uznał, że Wcielenie musiało nastąpić w 5500 roku i stać się osią ostatniego dnia kosmicznego.
Dalsze ustalenia przeprowadził na podstawie wyników badań pisarzy chrześcijańskich próbujących wyliczyć datę Wielkanocy. Trudność polegała na tym, że Żydzi przy obliczaniu daty Paschy posługiwali się kalendarzem słonecznoksiężycowym liczącym 354 dni (12 miesięcy liczących 29 lub 30 dni) i korygowanym co dwa – trzy lata dodatkowym miesiącem, a chrześcijanie kalendarzem juliańskim o 11 dni dłuższym. Pod koniec II wieku pisarze chrześcijańscy przyjęli cykl ośmioletni pozwalający obliczać datę Wielkanocy. Zdecydował o tym fakt, że 8 lat słonecznych (z dwoma przestępnymi) daje 2922 dni, co jest niemal równe 8 latom księżycowym (5 lat po 12 miesięcy i 3 lata po 13) = 2923 i ½ dnia. Wynikało stąd 8 różnych dat Paschy, po czym w dziewiątym roku Pascha powracała do daty z roku pierwszego. Różniła się jedynie dniem tygodnia. Biorąc pod uwagę obydwa te czynniki należało pomnożyć 8 przez 7, co daje liczbę 56. Po 56 latach Pascha znowu była obchodzona w tym samym dniu miesiąca i tygodnia. Najstarsza zachowana tablica paschalna należąca do Hipolita Rzymskiego odwołuje się do tego właśnie cyklu 56 × 2 = 112.
Sekstus przyjął za swoimi poprzednikami, że skoro Chrystus zmartwychwstał w niedzielę po święcie Paschy (w 14. dniu miesiąca nisan), stworzenie świata też musiało mieć miejsce w niedzielę, około tej daty, konkretnie musiało przypaść w niedzielę w dniu wiosennego zrównania dnia z nocą, bez którego nie sposób obliczyć daty Paschy. Wedle kalendarza juliańskiego był to 25 marca. Dysponując niedzielą 25 marca jako datą stworzenia świata, Sekstus musiał teraz ustalić, kiedy przypadła pierwsza Pascha. Księżyc został stworzony według Księgi Rodzaju czwartego dnia i z pewnością od razu w pełni, bo wszystkie dzieła Boże są doskonałe. Pierwsza Pascha miała więc miejsce albo w środę 28 marca, jeśli księżyc został stworzony rano, albo w czwartek 29 marca, jeśli został stworzony wieczorem. Według obliczeń Hipolita 14 nisan może przypaść 18, 21, 25 i 29 marca oraz 2, 5, 9 i 13 kwietnia. Przesądziło to sprawę daty pierwszej Paschy na rzecz czwartku 29 marca. Według tablic paschalnych Pascha miała przypadać 29 marca w roku 266 i ponownie w 322. Należało zatem cofnąć się o wielokrotność 112 lat tak by znaleźć szukaną datę stworzenia świata około 5500 roku. 112 pomnożone przez 52 daje 5824. Odejmując od 5824 roku 322 lata po Chr. i dodając jeden rok, jako że nasz sposób liczenia czasu nie ma roku zerowego, otrzymuje się 5503 rok, będący rokiem początkowym ustalonej przez Sekstusa ery.
Wariantami ery Sekstusa były późniejsze ery: aleksandryjska i bizantyńska.